# 변화의 브라질
변화의 브라질(포르투갈어: Muda Brasil)은 브라질의 포괄정당 정당들의 정당 연합이다. 2010년 총선거에서 브라질은 더 할 수 있다(포르투갈어: O Brasil pode mais)라는 이름의 정당 연합으로 결성되었으며 2014년 총선거를 앞둔 상황에서 지금과 같은 이름으로 바뀌었다.
2018년 총선에서 정당들의 각기 다른 후보 지지로 인해 이 연합은 2018년 해체되었다.

## 주요 정당
- 브라질 사회민주당
- 자유당
- 사회당
- 민주당
- 국민자유당
- 국민동원당
- 국민생태당
- 기독교노동당
- 노동당